# Матолінець Наталія Ярославівна
Ната́лія Яросла́вівна Матолі́нець (нар. 20 грудня 1990, Львів) — українська письменниця та поетеса, авторка книг у жанрі фентезі.

## Життєпис та творчість
Наталія Матолінець народилась 20 грудня 1990 року у Львові. Навчалася у літературній студії «Джерельце» при Львівській обласній бібліотеці для дітей. У 2013 закінчила факультет журналістики Львівського національного університету імені Івана Франка, працювала у ЗМІ. Членкиня Національної спілки письменників України з 2014 року, Шведського ПЕН — з 2024.
Літературну діяльність Наталія Матолінець розпочала з поезії. Її твори публікувалися в альманахах та журналах. Перша збірка лірики «Краплини світла» вийшла друком у 2005 році. У прозі письменниця дебютувала з фантастичними оповіданнями, котрі публікувалися в інтернет-журналі «Світ фентезі», журналі «Дніпро», чиказькій газеті «Час і Події», альманахах та збірках оповідань.
2018 року вийшли друком одразу два її перші фентезійні романи — «Варта у Грі» та «Гессі». Обидва твори отримали низку відзнак і нагород. Роман «Варта у Грі» — міське фентезі, орієнтоване на підліткову аудиторію — започаткував цикл, в рамках якого також ще вийшли книги «Варта у Грі. Артефакти Праги» (2019), «Варта у Грі. Кров Будапешта» (2021). Романи «Гессі» (2018), «Академія Аматерасу» (2019) та дилогія «Всі мої Ключі і Ґайя» (2022—2024) написані у дещо іншому жанрі — міфологічного фентезі, теж для молоді. Вони об'єднані одним всесвітом, але самі історії є незалежними.
У 2020 вийшов роман Наталії Матолінець для дорослої читацької аудиторії (new adult) — «Керамічні серця».
Наталія Матолінець є співзасновницею українського літературного об'єднання «Фантастичні talk(s)», разом із чотирма іншими українськими письменницями-фантастками — Наталією Довгопол, Іриною Грабовською, Дарією Піскозуб та Світланою Тараторіною.
У якості запрошеної спікерки бере участь у міжнародних фестивалях та дискусійних панелях, зокрема, в Польщі (2022), Чехії (2023), Болгарії (2023), Великій Британії (2023), Швеції (2024). Літературна резидентка проєктів: Інститут міської культури Гданську (2022), «Гданськ — місто літератури» (2022), «Прага — місто літератури ЮНЕСКО» (2023), Дім письменників і перекладачів Вентспілса (2024), Асоціація хорватських книжкових перекладачів (2024), Next Page Foundation у Софії (2025).

## Нагороди
Наталія Матолінець є лауреаткою відзнак конкурсів «Крилатий лев» та «Львівські перехрестя», диплому «Запорізької толоки» і «Дебют року» від «Барабуки», лауреаткою II премії «Коронації слова». Її підлітковий фентезійний роман «Гессі» опинився у довгому списку «Книга року» за версією ВВС-2018, роман «Академія Аматерасу» (дія якого відбувається у тому ж сетингу, що й «Гессі») увійшов у топ-5 «Дитяча Книга Року BBC 2019» та до короткого списку премії «Навиворіт 2019».
Вибрані відзнаки та нагороди:
- 2007 — Заохочувальний диплом Літературної премії ім. Богдана-Ігоря Антонича «Привітання життя»
- 2017 — II премія конкурсу «Коронація слова — 2017» у категорії «Романи» за книгу «Гессі»
- 2017 — Диплом і спеціальна відзнака «За новаторський пошук в жанрі міського фентезі» конкурсу «Крилатий лев 2017» за роман «Варта у Грі»[20]
- 2018 — Перемога у номінації «Дебют року в прозі» конкурсу «Топ БараБуки 2018» за книгу «Варта у Грі»[21]
- 2018 — ІІІ місце у номінації «Підліткова література» конкурсу «Найкраща книжка Запорізької книжкової толоки» за книгу «Гессі»[22]
- 2019 — II місце у конкурсі оповідань «Гардарикі: Фантастичні міста України» за твір «П'ять мандрівних будинків»[23]
- 2021 — Перемога у номінації «Серія року» конкурсу «Топ БараБуки 2021» за книгу «Варта у Грі. Кров Будапешта»[24]
- 2023 — Нагорода Chrysalis Award 2023 Європейського товариства наукової фантастики[25]

### Романи
- Варта у Грі. — Харків : АССА, 2018. — 288 с. — (Час фентезі) — ISBN 978-617-7385-55-3.
- Гессі. — Харків : Віват, 2018. — 416 с. — (Книжкова полиця підлітка) — ISBN 978-966-9422-90-3.
- Варта у Грі. Артефакти Праги. — Харків : АССА, 2019. — 416 с. — (Час фентезі) — ISBN 978-617-7877-32-4.
- Академія Аматерасу. — Харків : Віват, 2019. — 608 с. — (Книжкова полиця підлітка) — ISBN 978-966-9429-71-1.
- Керамічні серця. — Харків : Віват, 2020. — 592 с. — ISBN 978-966-9821-39-3.
- Варта у Грі. Кров Будапешта. — Харків : АССА, 2021. — 592 с. — (Час фентезі) — ISBN 978-617-7670-34-5.
- Всі мої Ключі і Ґайя. — Харків : Віват, 2022. — 416 с. — ISBN 978-966-9827-07-4.
- Всі мої Ключі і Ґайя. Вогонь Півночі. — Харків : Віват, 2024. — 544 с. — ISBN 978-617-1705-03-6.

### Повісті
- 2022 — Спілка порятунку кахлів і людей

### Оповідання
- Народжені літати, або Шарф для вітру // Дніпро. — 2017. — № 1-12. — С. 124-131.
- Тричі Арі // Питання людяності. — Інтерсервіс / Зоряна фортеця, 2017. — 118 с. — ISBN 978-617-6966-27-2.
- Вартовий загрози // Брама. Багряні ночі. — Харків : Віват, 2018. — С. 127-150. — (Цикл «Брама») — ISBN 978-966-9427-94-6.
- Дванадцятий диявол // Час і Події. — 2018. — № 5. Архівовано з джерела 27 вересня 2021. Процитовано 27 вересня 2021.
- Паперові літачки всюди // Час і Події. — 2018. — № 5. Архівовано з джерела 27 вересня 2021. Процитовано 27 вересня 2021.
- Стрибок з парасолькою // Час і Події. — 2018. — № 5. Архівовано з джерела 27 вересня 2021. Процитовано 27 вересня 2021.
- Дорога одна // Час і Події. — 2018. — № 5. Архівовано з джерела 27 вересня 2021. Процитовано 27 вересня 2021.
- Сімейні обставини Афродіти // Час і Події. — 2018. — № 5. Архівовано з джерела 27 вересня 2021. Процитовано 27 вересня 2021.
- Прибиральник // Час і Події. — 2018. — № 5. Архівовано з джерела 27 вересня 2021. Процитовано 27 вересня 2021.
- Зайві демони // Час і Події. — 2018. — № 5. Архівовано з джерела 27 вересня 2021. Процитовано 27 вересня 2021.
- Я працюю Попелюшкою // ДЕREЗА. — Світ фентезі, 2019. — 122 с. — ISBN 978-617-6968-53-5.
- Відьомська виделка // Кишеньковий мандруарій. Подорожі фантастичним транспортом. — КМ-Букс, 2019. — С. 278-299. — ISBN 978-966-948-235-8.
- Зимовий дух, магічна пошта і дуже багато пряників // Моє Різдво. 12 історій про дива, які поряд. — Харків : АССА, 2020. — С. 105-129. — (Книжкові мандри) — ISBN 978-617-7670-71-0.
- Справа про контрабанду бруківки // Агенція «Незалежність». — Навчальна книга — Богдан, 2021. — С. 302-312. — ISBN 978-966-10-6644-0.
- Ольґерда проти ночі // Легендарій дивних міст. — Ранок, 2023. — С. 6-57. — ISBN 978-617-098-105-9.
- Скринька для ґудзиків, чайових та ружового варення // Tales & Feathers. — 2023. — № 2.
- Дальні покої // Мотанка. — Харків : Віват, 2024. — С. 136-150. — ISBN 978-617-170-638-5.
- The Lady of the Starry Jars // NewMyths.Com. — 2024. — № 67.
- A Name Bead and a Demon // In Another Time Magazine. — 2024. — № 2 (Червень).

### Поезія
- Краплини світла: вірші. — Львів : Сполом, 2005.
- Акварелі і аромати: вірші. — Львів : Сполом, 2013. — 64 с.

### Переклади іншими мовами
- Чеською
  - Natalija Matolinec. Hra temné čarodějky – Bitva začíná = Варта у Грі / Xenie Sedláková (Překladatel). — Fragment, 2023. — 256 с. — ISBN 9788025362686.
- Польською
  - Natalia Matoliniec. Strażnik zagrożenia // Język Babilonu. Antologia ukraińskiej fantastyki = Вартовий загрози / Iwona Czapla (Tłumacz). — Olsztyn : Stalker Books, 2022. — 468 с. — ISBN 978-836-722-320-1.
  - Natalia Matoliniec. Skrzynka na guziki, napiwki i konfitury z róży = Скринька для ґудзиків, чайових та ружового варення / Paweł Laudański (Tłumacz) // Nowa Fantastyka. — 2024. — № 10 (505).
  - Natalia Matoliniec. Odległe pokoje = Дальні покої / Paweł Laudański (Tłumacz) // Nowa Fantastyka. — 2025. — № 7 (514).
  - Natalia Matoliniec. Warta w Grze = Варта у Грі / Joanna Radosz (Tłumacz). — Nyks, 2025. — 360 с. — ISBN 978-83-8203-349-6.
- Англійською
  - Natalia Matolinets. A Box for Buttons, Tips and Rose Petal Jam = Скринька для ґудзиків, чайових та ружового варення / Translated by Hanna Leliv // Tales & Feathers. — 2023. — № 2.
  - Natalia Matolinets. All Necklaces Shielding the Goddess // UNESCO Cites of Literature = Всі коралі на захист богині / Translated by Hanna Leliv. — Exeter : MA Publishing, University of Exeter, 2025. — С. 113-123. — ISBN 978-1-7394990-7-5.
- Болгарською
  - Наталия Матолинец. Как си? = Як ти? / Превод от английски: Ангелина Александрова // Литературен вестник. — 2024. — № 16 (24-30.04). — С. 14.